# Баварская государственная библиотека
Баварская государственная библиотека (нем. Bayerische Staatsbibliothek) — центральная библиотека федеральной земли Бавария, одна из наиболее значимых европейских универсальных библиотек. Расположена в городе Мюнхене на улице Людвигштрассе, 16. Баварская государственная библиотека признана важной международной научной библиотекой мирового уровня. В сотрудничестве с Берлинской государственной библиотекой и Немецкой национальной библиотекой она составляет «Виртуальную национальную библиотеку Германии». Баварская государственная библиотека обладает одним из самых важных в мире собраний рукописей, самой обширной коллекцией инкунабул в Германии, а также многочисленными другими значительными специальными коллекциями (музыкальных изданий, карт и изоизданий, стран Восточной Европы, Востока и Восточной Азии).

## История
Библиотека была основана в 1558 году Виттельсбахским герцогом Альбрехтом V. В основу придворной библиотеки легло приобретение частной библиотеки Иоганна Альбрехта Видманнштеттера (1506—1557). Его библиотека состояла из трёхсот рукописей и девятисот печатных изданий по естествознанию, теологии, классической филологии, медицине, ориенталистике. В 1571 году состав библиотеки был расширен за счёт приобретенного собрания Иоганна Якоба Фуггера (1459—1525) — аугсбургского банкира и купца, которое, в свою очередь, включало в себя библиотеку Хартманна Шеделя (1440—1514) — нюрнбергского врача, историка и гуманиста. Библиотека Фуггера — это более десяти тысяч томов, рукописей и печатных изданий из Италии, тома по юриспруденции и истории.

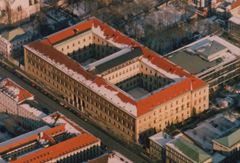
Вид с высоты

С 1663 года в Баварии существует закон об обязательном экземпляре, согласно которому два экземпляра каждого выпущенного в Баварии печатного издания должны передаваться Баварской государственной библиотеке. Это правило осталось неизменным до наших дней. С 1802 по 1803 год, в ходе секуляризации церковного и монастырского имущества в Баварии и присоединения фондов придворной библиотеки Пфальцского и Баварского курфюрста Карла IV Теодора (1724—1799), Баварская государственная библиотека пополнилась 550 000 томами литературы и 18 600 рукописями.
В 1832—1842 годах по проекту архитектора Фридриха фон Гертнера было построено современное здание библиотеки в характерном стиле неоренессанса.
С 1919 года бывшая Мюнхенская королевская библиотека (Bibliotheca Regia Monacensis) носит название «Баварская государственная библиотека». Во время Второй мировой войны библиотека потеряла порядка 500 000 томов, несмотря на эвакуацию фондов. Само здание было разрушено на 85 %. Начавшиеся в 1946 году восстановительные работы были завершены в 1970 году открытием заново отремонтированного южного крыла. В 1988 году начала работу библиотека-депозитарий в Гархинге.
В 1997 году был основан Мюнхенский центр оцифровки документов, а в 2007 году было объявлено о сотрудничестве библиотеки с компанией Google по оцифровке единиц хранения, на которые не распространяется авторское право.
В 2011 году Баварская государственная библиотека в сотрудничестве с Институтом европейской истории в Майнце и Германским историческим институтом в Париже открыла многоязыковую платформу рецензий Recensio.net. Тексты рецензий расположены под лицензией CC-BY-ND-NC (свободное скачивание при условии указания авторства, запрете коммерческого использования и создания производных работ).

## Фонды
- около 10 млн томов
- ок. 92 000 рукописей
  - Золотой Кодекс св. Эммерама[нем.]
  - рукопись Песни о Нибелунгах (рукопись А)
  - Кармина Бурана
  - Фрейзингенские отрывки — один из первых славянских памятников (и первый памятник словенского языка)
  - Баварский Географ IX века, содержащий одно из первых упоминаний народа русь и ряда других племён Восточной Европы
  - Перикопа Генриха II
  - Вавилонский Талмуд
  - хоровые книги Орландо ди Лассо
  - Книга сокровищ герцогини Анны Баварской, манускрипт, выполненный художником Гансом Милихом в 1555 году
  - Кодекс 053 (Gregory-Aland)
  - Рукопись инженера эпохи Гуситских войн (Codex latinus monacensis 197)
- более 52 500 печатных и электронных журналов
- ок. 19 900 экземпляров 9 660 инкунабул (это составляет около 1/3 от 28 000 сохранившихся в мире инкунабул)
  - Библия Гутенберга
  - «Турецкий» календарь Гутенберга[нем.]
- ок. 1 млн оцифрованных томов (объем данных: 103 терабайта)

## Пользование

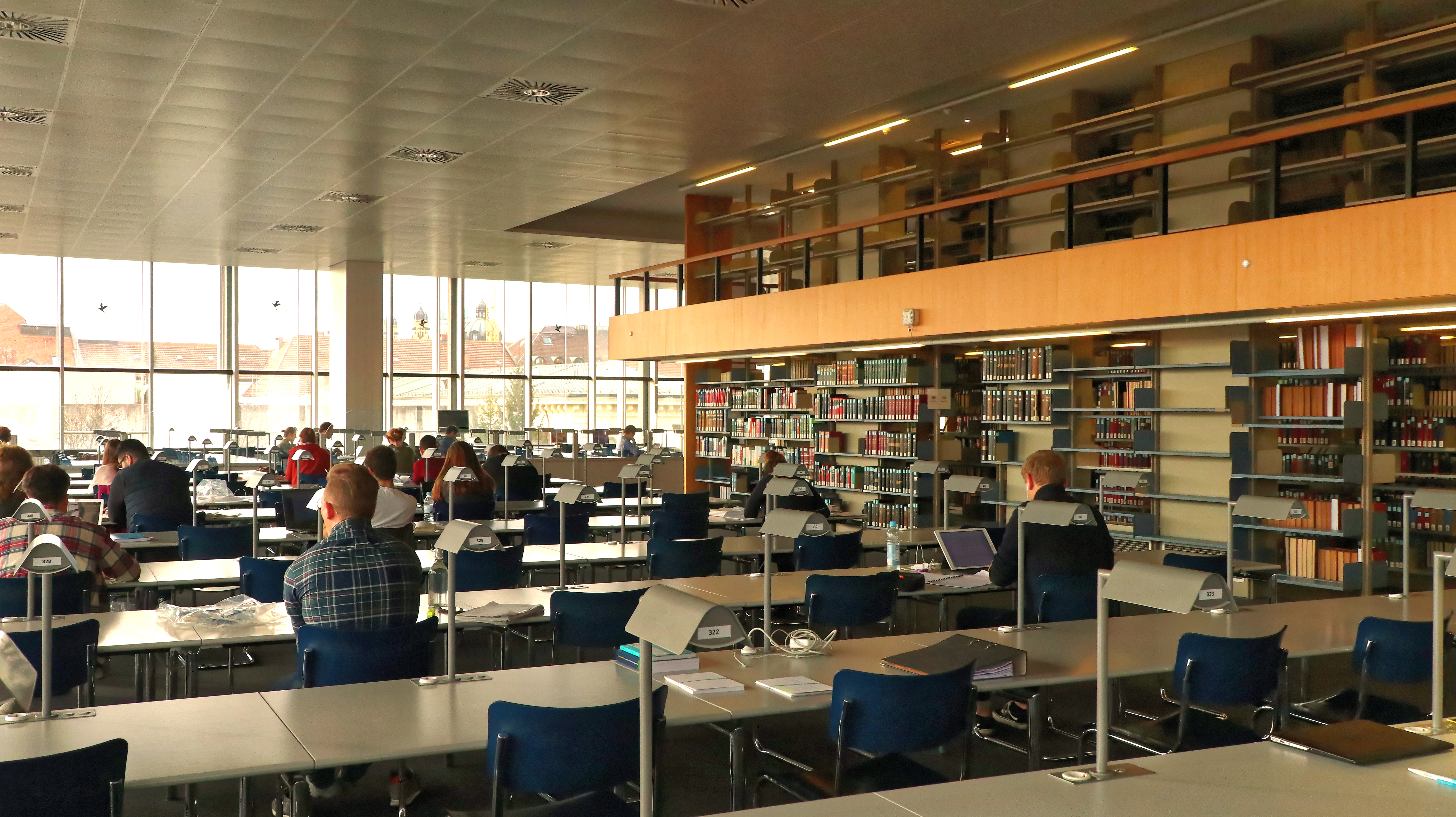
Читальный зал

Библиотека предоставляет свободный доступ к читальным залам всем заинтересованным лицам. Пропуск можно оформить только в будние дни. Запись читателей производится бесплатно и даёт право на пользование услугами библиотеки. Платными являются лишь специальные услуги, например, предварительный заказ книг или обслуживание по межбиблиотечному абонементу. Пользование интернетом в научных целях предоставляется зарегистрированным посетителям бесплатно.
Читальные залы Баварской государственной библиотеки ежедневно обслуживают около 3 000 посетителей. В общем читальном зале, открытом ежедневно с 8 до 24 часов, предоставлены для свободного пользования около 130 000 томов, преимущественно справочной литературы. В читальном зале периодических изданий читателям предоставляется около 18 000 актуальных номеров текущих журналов. Отделы рукописей и старинных печатных изданий, карт и изоизданий, музыкальных изданий, Восточной Европы, Востока и Азии обслуживают читателей в специализированных читальных залах со свободным доступом к книжным полкам. Из хранилищ ежедневно предоставляется для пользования в общем читальном зале около 1 500 томов.

## Фонд Восточной Европы
Фонд Восточной Европы Баварской государственной библиотеки относится к самым обширным и значительным фондам этого рода в мире. Он насчитывает около 1 миллион томов, свыше 4 000 текущих журналов, исторические и современные карты, газеты, средневековые и современные рукописи, большое собрание микрографических архивных материалов, а также разнообразные электронные средства информации. Фонд включает в себя литературу стран Центрально-Восточной и Юго-Восточной Европы, Балтики, Финляндии, Восточной Европы вплоть до Азии, Кавказа и среднеазиатских стран СНГ. Фонд составляет примерно одну десятую часть от всего состава Баварской государственной библиотеки. Один только состав печатных изданий фонда увеличивается примерно на 20 тыс. приобретённых по всему миру томов в год. Около 5 000 из них приобретаются в России.
Каждый месяц с 1 по 10 число в читальном зале отдела Восточной Европы организуется выставка новых книжных поступлений. Читатели имеют возможность ежемесячно получать бесплатные списки новых поступлений фонда Восточной Европы (ок. 1500) по электронной почте.

## Комментарии
1. ↑  австрийский канцлер, дипломат, библиофил, учёный и  востоковед.